# Lochdon
Lochdon ist eine nur aus wenigen Häusern bestehende Ortschaft auf der schottischen Insel Mull in der Council Area Argyll and Bute. Sie liegt im Südosten der Insel am Kopf der sandigen Bucht Loch Don etwa vier Kilometer südlich des Fährhafens Craignure Lochdon ist durch die A849, einer der beiden Hauptstraßen der Insel, an das Straßennetz angeschlossen.

## Sehenswürdigkeiten
Nördlich von Lochdon befindet sich ein Menhir. Dieser ragt von einer Grundfläche von 70 cm × 80 cm etwa 2,5 m in die Höhe. Heute steht der Stein nicht mehr senkrecht, sondern ist in westlicher Richtung geneigt. In der Umgebung von Lochdon sind insgesamt drei Denkmäler aus der höchsten schottischen Denkmalkategorie A zu finden. Nordöstlich an der Duart Bay liegt sowohl das mittelalterliche Duart Castle als auch das aus dem Jahre 1858 stammende Schloss Torosay Castle, eine der Hauptattraktionen der Insel. Die im 18. Jahrhundert von dem italienischen Steinmetz Antonio Bonazza gefertigten Statuen im umliegenden Park sind als eigenständiges Denkmalensemble gelistet.
Südlich des Loch Don liegen die vier Denkmäler von Port Donian.